# Пристань на тому березі
Пристань на тому березі (рос. Пристань на том берегу) — радянський художній телефільм 1971 року, знятий на кіностудії «Ленфільм» за розповідю Юрія Нагібіна «Перекур».

## Сюжет
Колись війна надовго розлучила лейтенанта Климова з Марусею, дівчиною з прифронтового села. Климов відвоювався, одружився, став кінорежисером. Через багато років він приїжджає побачити Марусю. Вони розуміють, що любов їх ще жива, але щастя тепер може відбутися тільки ціною нещастя близьких людей.

## У ролях
- Інна Гула — Маруся
- Станіслав Любшин — Олексій Климов
- Олег Корчиков — Федір
- Антоніна Бендова — Ася
- Майя Булгакова — Ліда
- Жанна Владимирська — ленінградка в евакуації, музикантка
- Гелена Івлієва — пасажирка теплохода з немовлям
- Пантелеймон Кримов — батальйонний комісар
- Віолетта Жухімович — епізод
- Іван Краско — епізод

## Знімальна група
- Режисер — Соломон Шустер
- Сценарист — Юрій Нагібін
- Оператор — Володимир Ковзель
- Композитор — Борис Тищенко
- Художник — Георгій Карпачов